# Port lotniczy Cataratas del Iguazú
Port lotniczy Cataratas del Iguazú (Aeropuerto Internacional Cataratas del Iguazú) – port lotniczy położony w Puerto Iguazú, w prowincji Misiones, w Argentynie.

## Linie lotnicze i połączenia
- Aerolíneas Argentinas (Buenos Aires-Ezeiza, Buenos Aires-Jorge Newbery, Córdoba, Rosario, Salta)
- Flybondi (Córdoba, Mendoza)
- LATAM Chile (Buenos Aires-Jorge Newbery)
- Omni Air International (Buenos Aires-Jorge Newbery)